# Прибовце
Вижте пояснителната страница за други значения на Прибовце.
Прѝбовце (на сръбски: Прибовце или Pribovce; на албански: Priboci) е село в Югоизточна Сърбия, Пчински окръг, община Буяновац.

## Население
Албанците в община Буяновац бойкотират проведеното през 2011 г. преброяване на населението.
Според преброяването на населението от 2002 г. селото има 348 жители.

### Етнически състав
Данните за етническия състав на населението са от преброяването през 2002 г.
- албанци – 346 жители
- румънци – 1 жител
- мюсюлмани – 1 жител